# Михайлова Марія Олександрівна
Марія Олександрівна Михайлова (в шлюбі Ван Путерен; 3 [15] червня 1864, Харків — 18 грудня 1943, Перм) — російська оперна співачка (лірико-колоратурне сопрано).
Навчалася співу в Петербурзі на музично-драматичних курсах Є. П. Рапгофа (у професора З. П. Гренінг-Вільде). Пізніше протягом чотирьох років в літні місяці удосконалювалася у С. Ронконі (Мілан), у С. Бакса (фр. Saint-Yves Bax) і Де-Лаборде (Париж).
З 1892 року, з дебютом в партії Маргарити Валуа («Гугеноти» Дж. Мейєрбера), — солістка Маріїнського театру. Гастролювала в Росії (Орел, Тамбов — 1896; Одеса; Москва — Большой театр, 1902; Владивосток, 1903; Крим, Харків; Київ, 1903; міста Сибіру — 1909) і за кордоном: в Чехії (Прага, 1903), Болгарії, Сербії, Греції, Австрії (1903), Японії (1907). У 1912 році, виступивши в партії Антоніди («Життя за царя» М. І. Глінки), завершила театральну кар'єру. Останні гастролі відбулися в 1914 році.

У 1902—1914 роках записала на грамплатівки понад 300 творів — арії, романси, дуети («Грамофон», «Зонофон», «Пате», «Колумбія» / Columbia, «Лірофон», Музтрест).
У наступні роки давала уроки співу.
Померла в Пермі, куди була евакуйована під час війни.